# 苟建丽
苟建丽（1943年1月—），四川成都人，中华人民共和国政治人物，曾任中国民主促进会中央委员会常务委员，四川省委员会主任委员，四川省政协副主席。